# クルィロフ国立研究所
クルィロフ国立研究所（クルィロフこくりつけんきゅうじょ、ロシア語: Крыловский государственный научный центр; Крыловский ГНЦ, КГНЦ、英語: Krylov State Research Center; KSRC）は、造船の研究開発を行うロシアの研究所であり、連邦政府が所有する単一企業体として運営されている。本研究所はアレクセイ・クルィロフの名にちなんでおり、サンクトペテルブルクに拠点を置いている。アレクセイ・クルィロフとは、ロシア帝国海軍の組織設計者にして数学者であり、初期の歴代所長のうちの一人でもあった。
本研究所は1894年に設立され、サンクトペテルブルクのニューホランド島でロシア帝国初となる船型曳航試験水槽が稼働。同年3月8日、皇帝アレクサンドル3世と皇族たちが、研究所の創設期に設置されたと考えられている同施設を見学した。1900年1月3日、アレクセイ・クルィロフは試験水槽の代理所長に任命され、試験水槽を中心としたより広汎な造船研究所の設立を提案した。この新たな造船研究所の研究対象には、電気工学や物理、化学、機械などの実験が含まれていた。
元来はソビエト連邦の造船産業人民委員部に従属して、クルィロフ国立研究所はソビエト海軍のためだけに働いていたのだが、現在は全ての船舶科学分野で活動しており、国際的な商船の造船会社を後援者とした研究も行っている。